# De Barkhoorn
De Barkhoorn is een recreatiegebied ten westen van Sellingen in de gemeente Westerwolde in de Nederlandse provincie Groningen. Het recreatiegebied bestaat uit o.a. een kampeerterrein en een verwarmd openluchtzwembad. Zwembad De Barkhoorn werd vier keer uitgeroepen tot mooiste zwembad van de provincie Groningen.
De gemeente Westerwolde beschikt naast De Barkhoorn ook nog over een tweede zwembad: Moeskesgat in Ter Apel.